# Дубовицкий, Николай Николаевич
Николай Николаевич Дубови́цкий (1 мая 1903, с. Иноковка, Тамбовская губерния, Российская империя — 17 мая 1965,  Москва, СССР) — конструктор артиллерийского и стрелкового оружия. Член-корреспондент Академии артиллерийских наук (14.04.1947), кандидат технических наук (1940),  лауреат Сталинской премии (1950), генерал-майор инженерно-артиллерийской службы (07.03.1943).

## Биография
Родился 1 мая 1903 года в селе Иноковка (ныне — Кирсановский район, Тамбовская область). С марта 1917 г. - переписчик Тамбовского порохового завода. С февраля 1919 г. в РККА - переписчик Управления бронечастей Южного фронта. С июня 1920 г. -переписчик Инспекции бронечастей республики. С сентября 1920 г. - курсант 6-х Сибирских пехотных курсов. В Красной армии с марта 1921 г. - курсант Тамбовской пехотной школы. С сентября 1923 г. — красноармеец, с декабря 1923 г. — командир отделения, с августа 1924 г. - командир взвода дивизионной школы 16-й стрелковой дивизии. С сентября 1924 г. - помощник начальника, с июня 1925 г. - начальник полковой школы 46 стрелкового полка 16-й стрелковой дивизии Ленинградского военного округа. С октября 1926 г. - слушатель курсов усовершенствования командного состава «Выстрел». С августа 1927 г. -начальник и политрук полковой школы 46 стрелкового полка 16-й стрелковой дивизии Ленинградского военного округа. С ноября 1929 г. - командир 1-го батальона 46-го стрелкового полка 16-й стрелковой дивизии Ленинградского военного округа. 
С мая 1930 г. - слушатель факультета стрелкового вооружения Военно-технической академии РККА им. Ф. Э. Дзержинского. С декабря 1934 г. - адъюнкт Артиллерийской академии им. Ф. Э. Дзержинского. С августа 1938 г. - преподаватель кафедры стрелкового вооружения Артиллерийской академии им. Ф. Э. Дзержинского. С апреля 1941 г. — помощник начальника по научно-технической части, с июля 1941 г. - исполняющий должность начальника Научно-испытательного полигона стрелкового вооружения Красной армии. С февраля 1942 г. - начальник Управления заказов и производства стрелкового вооружения Главного артиллерийского управления. С апреля 1946 г. - начальник Управления стрелкового вооружения Главного артиллерийского управления. С мая 1947 г. - заместитель начальника Главного артиллерийского управления по производству артиллерийского вооружения и боеприпасов. С ноября 1951 г. - начальник Главного управления авиационного вооружения - заместитель главнокомандующего Военно-воздушными силами Советской армии. С мая 1953 г. - заместитель начальника Управления опытного строительства авиационной техники Военно-воздушных сил по вооружению. С июля 1955 г. - заместитель начальника Управления опытного строительства самолетов, двигателей, вооружения и оборудования Военно-воздушных сил по авиационному вооружению. С мая 1958 г. - ученый секретарь Научно-технического комитета - заместитель председателя Научно-технического комитета Генерального штаба. С июля 1964 г. - ученый секретарь Научно-технического комитета Генерального штаба.
Специалист в области проектирования, производства, испытания и эксплуатации автоматического стрелкового оружия. Кандидатскую диссертацию защитил по теме: «Вопросы прочности основных деталей и механизмов автоматического оружия».
Умер в 1965 году. Похоронен на Введенском кладбище (23 уч.).

## Награды
- два ордена Ленина (27.04.1944, 03.05.1946)
- два ордена Красного Знамени (03.11.1944, 17.05.1951)
- орден Суворова II степени (17.11.1945)
- орден Отечественной войны I степени (18.11.1944)[2]
- орден Трудового Красного Знамени (7.3.1943)[3]
- два ордена Красной Звезды (03.03.1942[4], 11.05.1963)
- медали, в т.ч.:
  - медаль «За победу над Германией в Великой Отечественной войне 1941—1945 гг.» (4.7.1945)[5]
- Сталинская премия второй степени (1950) — за работы в области вооружения.

## Труды
- Основания стрельбы и баллистики стрелкового оружия: Учебник для слушателей Арт. академии. М.: Арт. академия, 1939 (в соавторстве с Благонравовым А. А. и др.);
- Материальная часть автоматического стрелкового оружия. М., 1940 (в соавторстве) и др.